# Besteuerungsgrundlage
Besteuerungsgrundlagen sind im deutschen Steuerrecht die tatsächlichen oder rechtlichen Verhältnisse, die für die Steuerpflicht und für die Bemessungsgrundlage einer Steuer maßgebend sind (§ 199 Abs. 1 AO). Sie sind Teile der Steuerbemessungsgrundlage.

## Beispiele und Verwendung
Als Besteuerungsgrundlagen kommen ökonomische Größen wie Einnahmen, Ausgaben, Kapitalertrag, Werbungskosten, Umsatzerlöse, Gewinn, Grundbesitzwert etc. in Betracht. Beispielsweise sind bei der Einkommensteuer der Betrag des Bruttoarbeitslohns und die Höhe der abziehbaren Sonderausgaben jeweils Besteuerungsgrundlagen, die zusammen mit anderen Berechnungskomponenten die Bemessungsgrundlage für die Steuer (das zu versteuernde Einkommen) ergeben. Eine Besteuerungsgrundlage kann auch selbst Bemessungsgrundlage sein, beispielsweise bei der Umsatzsteuer das Entgelt.
Die Verwendung des Begriffes in der Fachliteratur und in den Steuergesetzen ist nicht einheitlich; gelegentlich wird die Steuerbemessungsgrundlage als Besteuerungsgrundlage bezeichnet. Anstelle von Besteuerungsgrundlage nutzt die steuerliche Fachliteratur auch die Begriffe Steuermerkmal oder Steuerfaktor.

## Bedeutung im Besteuerungsverfahren
Falls die Besteuerungsgrundlagen nicht gesondert festgestellt werden, bilden sie einen rechtlich unselbstständigen Teil des Steuerbescheides. Sie dienen als Begründung für die Steuerfestsetzung, da behördliche Bescheide (Verwaltungsakte) begründet werden müssen (§ 121 Abs. 1 AO). Im Rechtsbehelfsverfahren kann nicht erfolgreich gegen einzelne Besteuerungsgrundlagen Einspruch erhoben werden, sondern nur gegen den Steuerbescheid im Ganzen (§ 157 Abs. 2 AO).
Eine gesonderte Feststellung von einzelnen Besteuerungsgrundlagen ist nur in bestimmten Fällen, die gesetzlich geregelt sind, vorgesehen (§ 179 Abs. 1 AO), zum Beispiel bei Einheitswerten/Grundsteuerwerten oder für die Einkünfte aus Gewerbebetrieb bei der Einkommensteuer, wenn der Gewerbebetrieb nicht am Wohnort ansässig ist. In diesen Fällen erlässt das Finanzamt einen Feststellungsbescheid (Grundlagenbescheid). Die auf diese Weise gesondert festgestellten Besteuerungsgrundlagen werden sodann in den Folgebescheid (z. B. Grundsteuermessbescheid, Einkommensteuerbescheid) übernommen. Wer diese mit einem Rechtsbehelf überprüfen lassen möchte, muss gegen den Feststellungsbescheid Einspruch einlegen, nicht gegen den Folgebescheid.